# Mario Merola contiene medley
Mario Merola contiene medley è un album-raccolta del 2004 che contiene 9 brani e un medley interpretati da Mario Merola.

## Tracce
- Medley
- Auguri vita mia
- Abbracciate a mamma'
- Concetta
- Ricuordete 'e me
- Magnataville
- Vurria
- È ancora napoli
- L'ammore c'o sturzillo
- A città e pulecenella